# St. Clair (Misuri)
St. Clair es una ciudad ubicada en el condado de Franklin en el estado estadounidense de Misuri. En el Censo de 2010 tenía una población de 4724 habitantes y una densidad poblacional de 491,63 personas por km².

## Geografía
St. Clair se encuentra ubicada en las coordenadas 38°20′56″N 90°59′15″O / 38.34889, -90.98750. Según la Oficina del Censo de los Estados Unidos, St. Clair tiene una superficie total de 9.61 km², de la cual 9.58 km² corresponden a tierra firme y (0.27%) 0.03 km² es agua.

## Demografía
Según el censo de 2010, había 4724 personas residiendo en St. Clair. La densidad de población era de 491,63 hab./km². De los 4724 habitantes, St. Clair estaba compuesto por el 96.93% blancos, el 1.02% eran afroamericanos, el 0.32% eran amerindios, el 0.06% eran asiáticos, el 0.04% eran isleños del Pacífico, el 0.25% eran de otras razas y el 1.38% pertenecían a dos o más razas. Del total de la población el 1.25% eran hispanos o latinos de cualquier raza.